# Nekrolog 2012
Nekrolog
◄◄
| ◄
| 2008
| 2009
| 2010
| 2011
| 2012 | 2013 | 2014 | 2015 | 2016 | ► | ►►
Januar |
Februar |
März |
April |
Mai |
Juni |
Juli |
August |
September |
Oktober |
November |
Dezember 
Weitere Ereignisse | Allgemeiner Nekrolog 2012
Die Beschreibung der verstorbenen Person sollte so kurz wie möglich gehalten sein und nur deren signifikante Tätigkeit(en) enthalten.
Neue Namen ggf. auch unter dem Geburts- und Sterbedatum, also etwa unter 1. Januar und im Geburts- und Sterbejahr (2024) eintragen (nur bei entsprechender großer Wichtigkeit). Für Beispiele siehe die schon vorhandenen Artikel.
Außerdem über die fünf zuletzt Verstorbenen, zu denen es einen ausreichend guten Artikel für eine Präsentation auf der Hauptseite gibt, nach der todesbedingten Überarbeitung der Artikel ggf. auch unter Wikipedia Diskussion:Hauptseite informieren und sie am besten auch in den anderen Wikipedia-Sprachversionen eintragen. Tipp: Regelmäßig bei news.google.de nach „ist tot“, „gestorben“ oder „verstorben“ suchen.
Wenn eine Person gestorben ist, gibt es viele Seiten zu dieser Person in der Wikipedia, die davon auch betroffen sind und entsprechend aktualisiert werden müssen. Beispiele: Namenübersichtsseite, Geburtsjahr, Geburtsort-Seiten und viele mehr.
Wie finde ich die betroffenen Seiten?
Im Suchfeld auf der linken Seite gibt man den Suchbegriff so ein: „Vorname Nachname“. Dann klickt man auf Volltext und alle Seiten mit entsprechendem Suchtext werden aufgerufen. Hier sieht man dann schnell, wo auch das Todesjahr Sinn macht oder sogar ein Teil des Artikels angepasst werden muss. Auch hilft das „Werkzeug“ auf der linken Seite sehr gut, um solche Seiten aufzufinden: „Links auf diese Seite“. Somit ist die Wikipedia wieder aktuell in allen Bereichen! Hinweis: bei Eintragung der Kategorie „Gestorben JAHR“ wird der Missbrauchsfilter 49 ausgelöst, was jedoch nicht schlimm ist. Siehe: Spezial:Missbrauchsfilter/49
Dies ist eine Liste von im Jahr 2012 verstorbenen bekannten Persönlichkeiten. Die Einträge erfolgen innerhalb der einzelnen Daten alphabetisch sortiert. Tiere sind im Nekrolog für Tiere zu finden.
Die Liste ist nach Monaten aufgeteilt:
- Nekrolog Januar 2012
- Nekrolog Februar 2012
- Nekrolog März 2012
- Nekrolog April 2012
- Nekrolog Mai 2012
- Nekrolog Juni 2012
- Nekrolog Juli 2012
- Nekrolog August 2012
- Nekrolog September 2012
- Nekrolog Oktober 2012
- Nekrolog November 2012
- Nekrolog Dezember 2012

## Datum unbekannt
| Tag                                 | Name                        | Beruf / bekannt durch                                    | Alter      | Beleg |
| ----------------------------------- | --------------------------- | -------------------------------------------------------- | ---------- | ----- |
| unbekannt                           | Roland Altmann              | deutscher Maler und Grafiker                             | ≈87        |       |
| unbekannt                           | Pidder Auberger             | deutscher bildender Künstler und Fotograf                | ≈66        |       |
| unbekannt                           | Hans-Dieter Diehl           | deutscher Fußballspieler                                 |            |       |
| unbekannt                           | Martin Dietrich             | deutscher Jurist und Kommunalpolitiker                   |            |       |
| unbekannt                           | Aga Honigberger             | deutsche Keramikerin                                     |            |       |
| unbekannt                           | Johannes Jäger              | deutscher Politikwissenschaftler                         |            |       |
| unbekannt                           | Antonio Figueroa            | mexikanischer Fußballspieler                             | ≈83        |       |
| unbekannt                           | Vinnie Roslin               | US-amerikanischer Bassist                                | ≈65        |       |
| Ende 2012                           | Holger Kickeritz            | deutscher Radsportler                                    | 56         |       |
| tot aufgefunden am 28. Dezember     | Jon Finch                   | britischer Schauspieler                                  | 70         |       |
| Tod bekanntgegeben am 23. Dezember  | Gheorghe Dumitru            | rumänischer Handballspieler                              | 56         |       |
| Tod bekanntgegeben am 12. Dezember  | Jill Walsh                  | US-amerikanische Sängerin und Songwriterin               | 47         |       |
| tot aufgefunden am 11. Dezember     | Manfred Amerell             | deutscher Fußballschiedsrichter                          | 65         |       |
| Tod bekanntgegeben am 5. Dezember   | Eileen Pollock              | US-amerikanische Drehbuchautorin und Fernsehproduzentin  | 86         |       |
| Tod bekanntgegeben am 28. November  | Dumitru Antonescu           | rumänischer Rugbytrainer                                 | 80         |       |
| Tod bekanntgegeben am 27. November  | Herbert Oberhofer           | österreichischer Fußballspieler                          | 57         |       |
| Tod bekanntgegeben am 8. November   | Hadschi Mohammed Tschamkani | afghanischer Politiker                                   | ≈65        |       |
| Tod bekanntgegeben am 7. November   | Alexander Berkutow          | sowjetischer Ruderer                                     | 79         |       |
| im November                         | Michel Goeldlin             | schweizerisch-US-amerikanischer Schriftsteller           | 78         |       |
| Tod bekanntgegeben am 29. Oktober   | Willi Demski                | deutscher Fußballspieler                                 | 83         |       |
| Tod bekanntgegeben am 15. Oktober   | Vladimir Čonč               | jugoslawischer Fußballspieler                            | 84         |       |
| Ende September 2012                 | Winrich Kolbe               | US-amerikanischer Fernsehregisseur und -produzent        | 72         |       |
| Tod bekanntgegeben am 17. September | Hans Flügel                 | deutscher Fußballspieler                                 | 82         |       |
| Tod bekanntgegeben am 1. September  | Dmitri Plawinski            | sowjetischer bzw. russischer Künstler                    | 75         |       |
| Tod bekanntgegeben am 24. August    | Lijon Eknilang              | Aktivistin in den Marshallinseln und Atomtestüberlebende | 66         |       |
| Tod bekanntgegeben am 22. August    | Maria Simionescu            | rumänische Geräteturntrainerin und -funktionärin         | 85         |       |
| zwischen 17. und 19. August         | Clover Graham               | jamaikanisch-britische Menschenrechtlerin und Anwältin   | 56         |       |
| Tod bekanntgegeben am 17. August    | Aase Bjerkholt              | norwegische Politikerin                                  | 97         |       |
| im August                           | Arno Euler                  | deutscher Romanist                                       | 89         |       |
| im August                           | Franc Tausch                | deutscher Moderator, Journalist und Filmkritiker         | 43         |       |
| tot aufgefunden am 26. Juli         | Garip Erkuyumcu             | türkischer Box-Ringrichter                               | 73         | [ 1 ] |
| in der Woche vor dem 31. Juli       | Joël Stein                  | französischer kinetischer Künstler                       | 86         |       |
| in der Woche vor dem 23. Juli       | Bob Gamm                    | US-amerikanischer Unternehmer                            | 91         |       |
| zwischen 18. und 21. Juli           | Ali Podrimja                | kosovarischer Dichter                                    | 69         |       |
| Tod bekanntgegeben am 29. Juni      | Pompiliu Simion             | rumänischer Handballtrainer                              | 78 oder 79 |       |
| in der Woche vor dem 27. Juni       | Ralph Elliott               | australischer Anglist und Runenexperte                   | 90         |       |
| Anfang Juli                         | Ibrahim Moussa              | ägyptischer Filmproduzent                                | 65         |       |
| Tod bekanntgegeben am 23. Mai       | Marian-Adrian Motoc         | rumänischer Politiker                                    | 59         |       |
| Tod bekanntgegeben am 4. Mai        | Chiriac Manușaride          | rumänischer Fußballschiedsrichter und Autor              | 84         |       |
| Tod bekanntgegeben am 23. April     | Manfred Mosblech            | deutscher Filmregisseur                                  | 77         |       |
| vermutlich Anfang April             | Samia Yusuf Omar            | somalische Leichtathletin                                | 21         |       |
| im April                            | Boris Jakowlewitsch Kogan   | amerikanischer Physiker                                  | 97         |       |
| Tod bekannt geworden am 31. März    | Siegfried Klapper           | deutscher Maler                                          | 93         |       |
| Tod bekanntgegeben am 23. März      | Martin Stoll                | deutscher Unternehmer                                    | 92         |       |
| nach dem 9. März                    | Gerfried Göschl             | österreichischer Bergsteiger                             |            |       |
| nach dem 9. März                    | Cedric Hählen               | Schweizer Bergsteiger                                    |            |       |
| nach dem 9. März                    | Nisar Hussain               | pakistanischer Bergsteiger                               |            |       |
| Tod bekannt geworden am 9. März     | Eduard Bousrd Bangerl       | österreichischer Künstler                                | ≈56        |       |
| im März                             | Rudolf Bratschitsch         | österreichischer Wirtschaftswissenschaftler              | 84         |       |
| Beisetzung am 29. Februar           | Wilfried Blasberg           | deutscher Schauspieler                                   | 73         |       |
| tot aufgefunden am 5. Februar       | Jazmín De Grazia            | argentinisches Model und TV-Journalistin                 | 27         |       |
| tot aufgefunden am 31. Januar       | Mike Kelley                 | US-amerikanischer Künstler                               | 57         |       |
| Ende Januar                         | Helga Besler                | deutsche Geographin                                      | 72         |       |
| Januar                              | David Kirkwood              | US-amerikanischer Fünfkämpfer und Schauspieler           | 76         |       |